# Metalepsis orilliana
Metalepsis orilliana är en fjärilsart som beskrevs av Augustus Radcliffe Grote 1875. Metalepsis orilliana ingår i släktet Metalepsis och familjen nattflyn. Inga underarter finns listade i Catalogue of Life.